# Culex castaneus
Culex castaneus är en tvåvingeart som beskrevs av Sirivanakarn 1973. Culex castaneus ingår i släktet Culex och familjen stickmyggor. Inga underarter finns listade i Catalogue of Life.